# Lista de rios de Mato Grosso
Na Lista de Rios de Mato Grosso estão relacionados de forma não exaustiva os rios deste estado do Brasil. Mato Grosso divide as suas águas em três bacias hidrográficas: Bacia Amazônica, Bacia Platina e Bacia do Tocantins.
- Rio Araguaia
- Rio Arinos
- Rio Cuiabá
- Rio Sepotuba
- Rio Formoso
- Rio Juba
- Rio Guaporé
- Rio Jauru
- Rio Juruena

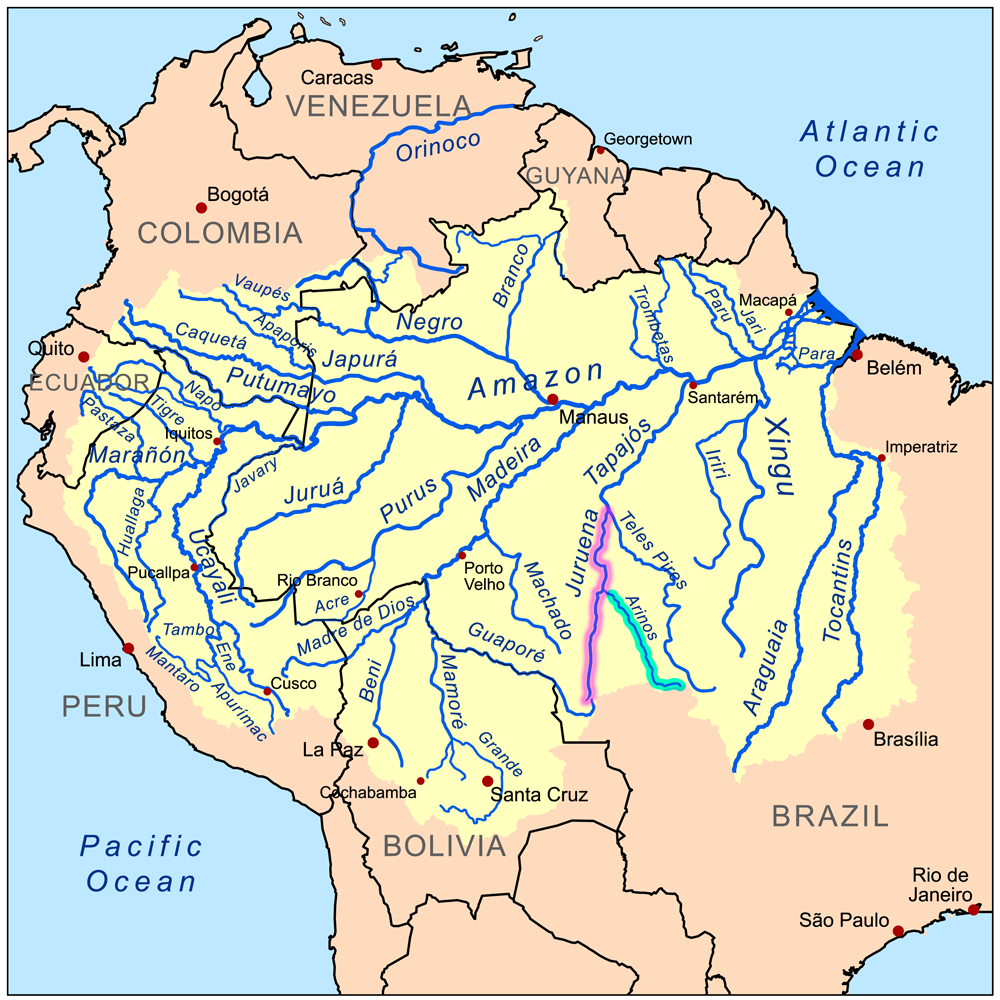
Mapa com a localização do Rio Juruena.

- Rio São Manuel (ou rio Teles Pires)
- Rio das Mortes (ou rio Manso)
- Rio Paraguai
- Rio Piqueri
- Rio Roosevelt
- Rio São Lourenço
- Rio Vermelho
- Rio Verde
- Rio Xingu
- Rio Jangada
- Rio Aripuanã